# Orhan Aktaş

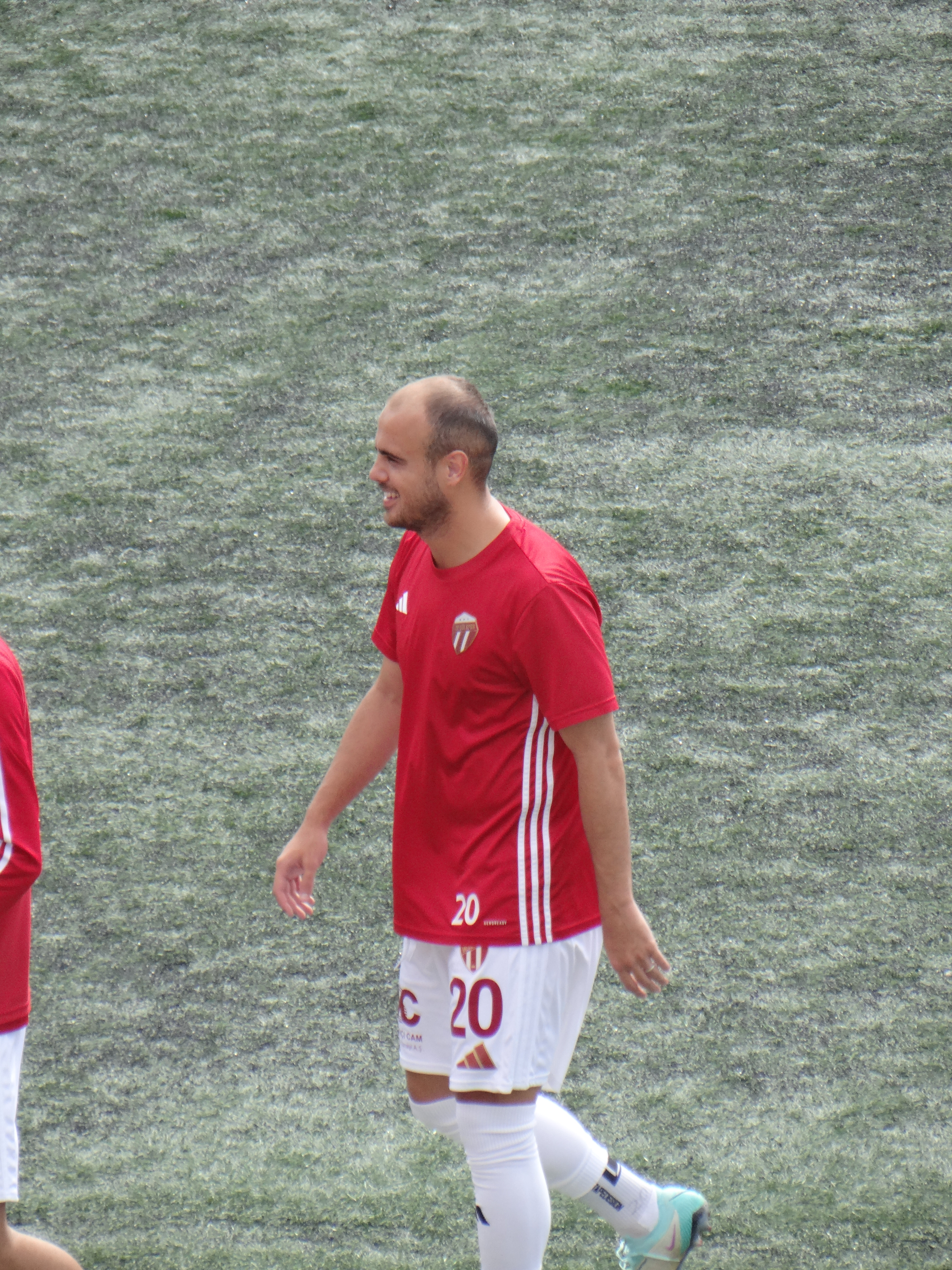
Orhan Aktaş (2024)

Orhan Aktaş (* 21. Oktober 1994 in Würselen) ist ein deutsch-türkischer Fußballspieler.

## Karriere
Aktaş, dessen Eltern aus Denizli stammen, erlernte das Fußballspielen bei Blau-Weiß Alsdorf und FC Germania Dürwiß. Seine Fußballkarriere setzte er danach bei der Jugendabteilung von Borussia Mönchengladbach fort. In der U-17 und U-19 spielte er jeweils in der Staffel West der B-Junioren- bzw. A-Junioren-Bundesliga. Als gesetzter Verteidiger kam er in drei Spielzeiten in der Jugend-Bundesliga auf insgesamt 61 Ligaeinsätze und sieben Tore.
Zur Saison 2013/14 wechselte er in die Türkei zu Denizlispor und unterschrieb einen Dreijahresvertrag. Jedoch kam er in der ersten Mannschaft aufgrund von Trainer- und Präsidentwechsel nie zum Einsatz und verließ in gegenseitigem Einvernehmen den Verein nach sieben Einsätzen für die Reservemannschaft in Richtung des schwedischen Zweitligaaufsteigers Husqvarna FF.
Nach einem Jahr und 20 Einsätzen in der Superettan wechselte Aktaş zur Rückrunde der Saison 2014/15 zum bulgarischen Erstliganeuling FK Chaskowo. Mit diesem Verein stieg er zum Saisonende als Tabellenletzter ab.
Zur Drittliga-Saison 2015/16 wechselte er zum Aufsteiger İstanbulspor und unterschrieb einen Zweijahresvertrag.
Nach 64 Einsätzen (ein Tor) für İstanbulspor wechselte Aktaş in der Rückrunde der Saison 2017/18 zum Drittligisten Bodrum Belediyesi Bodrumspor.

## Erfolge
İstanbulspor
- Meister der TFF 2. Lig und Aufstieg in die TFF 1. Lig: 2016/17